# Маргулян, Борис Павлович
Борис Павлович Маргулян (1919, Киев — 5 марта 1945, Восточная Пруссия) — советский солдат, участник Великой Отечественной войны, полный кавалер ордена Славы.

## Биография
Родился в еврейской семье служащего. Окончил 7 классов.
В 1939 г. призван в Красную Армию. С ноября 1943 г. — на фронтах Великой Отечественной войны.
1 февраля 1944 г. в бою у деревни Дошнево (Калининская область), будучи командиром стрелкового отделения отдельного лыжного батальона (319-я стрелковая дивизия, 22-я армия, 2-й Прибалтийский фронт) в звании старшины, заменил выбывшего из строя пулемётчика и отразил 3 контратаки противника, уничтожив 14 гитлеровцев. 15 февраля 1944 г. награждён орденом Славы 3-й степени.
В 1944 г. вступил в КПСС.
Затем был назначен командиром отделения взвода пешей разведки 1344-го стрелкового полка (319-я стрелковая дивизия, 43-я армия, 1-й Прибалтийский фронт). В ночь на 25 декабря 1944 г. у населённого пункта Зокайтен (юго-восточнее Мемеля) во главе группы разведчиков переправился по льду через р. Неман, захватил и доставил в свою часть немецкого часового. 28 декабря 1944 г. награждён орденом Славы 2-й степени.
23—24 января 1945 г. у г. Лабиау (ныне г. Полесск) Маргулян с группой разведчиков проник в расположение противника, захватил и доставил их в часть пулемёт и 2 солдат. 19 апреля 1945 г. награждён орденом Славы 1-й степени.
Погиб в бою 5 марта 1945 г. Похоронен в Калининграде.

## Награды
- орден Славы 1-й степени (посмертно, 19.4.1945), 2-й степени (28.12.1944), 3-й степени (15.2.1944)